# Джем (окръг)
Вижте пояснителната страница за други значения на Джем.
Окръг Джем (на английски: Gem County) е окръг в щата Айдахо, Съединени американски щати. Площ 1465 km², (0,68% от площта на щата, 40-о място по големина). Население – 17 379 души (2017), 1,08% от населението на щата, гъстота 11,86 души/km². Административен център град Емет.
Окръгът е разположен в западната част на щата. Граничи със следните окръзи: на запад – Пайет и Уошингтън, на север – Адамс, на североизток – Вали, на изток – Бойзи, на юг – Ейда и Кениън. Релефът е равнинен и хълмист, а в крайния северен и североизточен сектор навлизат южните разклонения на Западните планини, части от Скалистите планини. Тук, на границата с окръзите Адамс и Вали се намира максималната височина на окръга връх Джем 7971 f (2429 m). Основна водна артерия е река Пайет (десен приток на Снейк), заедно с десния си приток Сквоу крийк.
Най-голям град в окръга е административният център Емет с 6557 души (2010 г.).
През окръга не преминават участъци от Междущатски магистрали и междущатски шосета:
Окръгът е образуван на 15 март 1915 г. и е наименуван по прозвището на щата Айдахо „Щат – скъпоценен камък“ (на английски: Gem state).